# Mark Lothar
Mark Lothar, de son vrai nom Lothar Hundertmark (né le 23 mai 1902 à Berlin, mort le 6 avril 1985 à Munich) est un compositeur allemand.

## Biographie

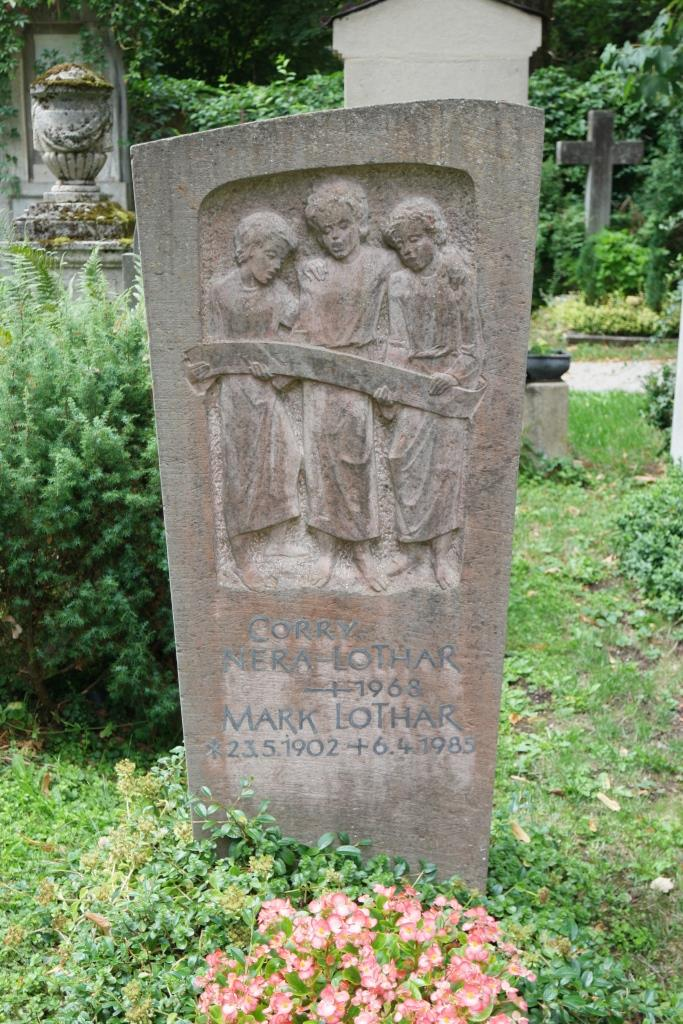
Sépulture de Mark Lothar et de son épouse au cimetière de Solln (Munich).

Il étudie à Berlin auprès de Franz Schreker et à Munich auprès d'Ermanno Wolf-Ferrari. Mark Lothar devient l'accompagnateur de chanteurs connus comme Erna Berger, Hermann Prey ou Corry Nera que Lothar épouse en 1934. En 1933, il est membre de Ligue militante pour la culture allemande et conseiller musical de Max Reinhardt. Il travaille ensuite avec Gustaf Gründgens qui le nomme directeur musical du Preußisches Staatstheater jusqu'en 1944. Pendant le Troisième Reich, il reçoit des commandes du Reichsstelle für Musikbearbeitungen. En août 1944, il est inscrit sur la Gottbegnadeten-Liste.
Après 1945, Mark Lothar travaille pour le théâtre de Munich puis en 1955 en indépendant.
Il connaît le succès avec l'opéra Tyll en 1928. Il écrit ensuite Münchhausen (1933), Schneider Wibbel (1938), Rappelkopf (1959) et Momo und die Zeitdiebe (1978).
Mark Lothar se fait aussi un nom comme compositeur de musique de films et de chansons avec des textes de Hermann Löns, Joachim Ringelnatz, Christian Morgenstern ou encore des poèmes de Hermann Hesse.
Il est enterré au cimetière de Solln à Munich.

## Filmographie partielle
- 1921 : Teufel und Circe
- 1939 : La Chair est faible (de)
- 1941 : Friedemann Bach de Traugott Müller (de)
- 1944 : Nora
- 1949 : Du bist nicht allein
- 1949 : Nachtwache
- 1950 : Sous la rafale
- 1951 : Dr. Holl de Rolf Hansen
- 1952 : Die große Versuchung de Rolf Hansen
- 1953 : Martin Luther d'Irving Pichel
- 1953 : Königliche Hoheit
- 1954 : Sauerbruch – Das war mein Leben
- 1955 : Geliebte Feindin
- 1956 : Régine d'Harald Braun
- 1956 : Zärtliches Geheimnis
- 1956 : Das Mädchen Marion
- 1956 : Le Diable en personne de Rolf Hansen
- 1957 : Made in Germany – Ein Leben für Zeiss de Rolf Hansen
- 1957 : Die Letzten werden die Ersten sein
- 1957 : … und führe uns nicht in Versuchung
- 1958 : Résurrection de Rolf Hansen
- 1960 : Faust

## Source de la traduction
- (de) Cet article est partiellement ou en totalité issu de l’article de Wikipédia en allemand intitulé « Mark Lothar » (voir la liste des auteurs).